# Roussoella
Roussoella — рід грибів родини Thyridariaceae. Назва вперше опублікована 1888 року. Для роду характерні двоклітинні аскоспори, одиничні асцити з невеликим кулястим верхівковим кільцем, яке забарвлюється в синій колір реагентом Мельцера, і стромати з декількома перитеціями.
Рід був названий на честь Марієтти Ханнон Руссо.